# Kisolysó
Kisolysó (1899-ig Olysavka, szlovákul: Oľšavka, ukránul: Vilsavka) község Szlovákiában, az Eperjesi kerület Sztropkói járásában.

## Fekvése
Sztropkótól 11 km-re északra, az Ondavától keletre fekszik.

## Története
1551-ben említik először.
A 18. század végén Vályi András így ír róla: „OLYSAVKA. Orosz falu Sáros Várm. földes Ura Gróf Szirmai Uraság, lakosai ó hitűek, fekszik a’ Makovitzai Uradalomban, határja sovány, legelője, és fája van.”
Fényes Elek 1851-ben kiadott geográfiai szótárában így ír a faluról: „Olysavka, orosz falu, Sáros vgyében, a makoviczi uradalomban, Duplin fil., 3 romai, 553 gör. kath., 5 zsidó lak.”
1920 előtt Sáros vármegye Felsővízközi járásához tartozott.

## Népessége
| Év:            | 1994. | 2004.   | 2014.   | 2024.    |
| -------------- | ----- | ------- | ------- | -------- |
| Emberek száma: | 258   | 237     | 219     | 167      |
| Eltérés:       |       | -8,13 % | -7,59 % | -23,74 % |

| Év:            | 2023. | 2024.   |
| -------------- | ----- | ------- |
| Emberek száma: | 176   | 167     |
| Eltérés:       |       | -5,11 % |

1910-ben 291, túlnyomórészt ruszin lakosa volt.
2001-ben 232 lakosából 198 szlovák és 28 ruszin volt.
2011-ben 236 lakosából 189 szlovák és 45 ruszin.

## Nevezetességei
A Nagyboldogasszony tiszteletére szentelt ortodox temploma.